# Vojaški križ za zasluge (Avstrija)
Vojaški križ za zasluge (nemško Militärverdienstkreutz) je bilo avstro-ogrsko vojaško odlikovanje.

## Zgodovina
Vojaški križ za zasluge je 22. oktobra 1849 ustanovil cesar Franc Jožef I. Predlog za ustanovitev odlikovanja je dal avstrijski feldmaršal Johann J.W. Radetzky (1766-1858), ki je hotel odlikovati svoje zveste častnike, ki so se izkazali v bitkah pri Santa Luciji, Curtatoni in Custozzi.
Statut Vojaškega križa, sprejet 24. oktobra 1849, je določal, da se odlikovanje podeli na predlog vojnega ministrstva. 
Odlikovanje so lahko prejeli častniki za izjemne zasluge v vojni in tudi v mirnem času.
Z Vojaškim križem odlikovani oficirji niso imeli pravice do častnega naslova viteza ali drugih privilegijev.

## Stopnje in različice odlikovanja

### Opis odlikovanja
Odlikovanje je bilo izdelano v obliki srebrnega Leopoldovega križa, z rdeče emajliranimi kraki v velikosti 30 mm. V osrednjem polju križa je bil srebrn napis: VER / DIENST. Reverz je bil gladek in brez napisa. Križ se je nosil na pripadajočem traku.

### Stopnje:
Sprva je imelo odlikovanje le eno stopnjo, cesarski ukaz z dne 12. januarja 1860, ki je stopil v veljavnost po 12. marcu tega leta, pa je uvedel vojne dekoracije v obliki lovorjevega venca med kraki križa. Z ukazom 23. septembra 1914 sta bili uvedeni dve novi stopnji, tako da je imel red tri stopnje:
I. stopnja: veliki zlati križ, brez traku, nosil se je na levi strani prsi.

II. stopnja: poveljniški srebrni križ, manjši, nosil se je na lentici okoli vratu.

III. stopnja: mali srebrni križ.

### Različice:
Vojne dekoracije so bile križu dodane v obliki srebrnega, zeleno emajliranega lovorjevega venca:

III. stopnja: mali pozlačen lovorjev venec sredi križnega polja.

II. stopnja: zeleno emaljiran lovorjev venec sredi križnega polja.

Mirnodobna dekoracija križa II. stopnje z vojno dekoracijo III. stopnje. 

I. stopnja: sredi križnega polja zeleno emajliran lovorjev venec, nekoliko večji od gornjega.

Mirnodobna dekoracija: z vojno dekoracijo II. stopnje. Lovorjev venec je pripet ob osrednje polje in emajliran. 

Mirnodobna dekoracija križa I. stopnje: z vojno dekoracijo III. stopnje. Lovorjev venec ni emajliran. 
Če je oseba, odlikovana z Vojaškim križem za zasluge z vojno dekoracijo, prejela višjo stopnjo istega odlikovanja brez vojne dekoracije, je lahko na odlikovanju višje stopnje zadržala vojne dekoracije nižje stopnje. Po 23. septembru 1914 so odlikovanci namesto originalnih odlikovanj nosili male oznake, razen v primeru I. stopnje. Kasneje je bilo uvedeno nošenje malih oznak za vse stopnje Vojaškega križa. Za junaštvo v neposrednem boju s sovražnikom sta bila po 13. decembru 1916 uvedena prekrižana meča. Po 1. avgustu 1917 se je Vojaški križ za zasluge III. stopnje lahko podeljeval trikrat. V tem primeru so se na trikotni trak pripenjale do tri pozlačene ploščice. Za ponovno podelitev Vojnega križa za zasluge III. stopnje z mečema bi na zgornjo ploščico pritrdili prekrižana meča. Od 8. februarja 1918 se je lahko II. stopnja Vojaškega križa z vojno dekoracijo podeljevala dvakrat. V tem primeru je odlikovanje viselo na kratkem ušescu, na katerem je bil pritrjen zeleno emajliran lovorjev venec.